# Damian Rudnik
Damian Rudnik (ur. 29 kwietnia 1995) – polski lekkoatleta specjalizujący się w biegach średniodystansowych i biegach długodystansowych. Młodzieżowy mistrz Polski w biegu na 5000 metrów (Jelenia Góra 2016). 

## Rekordy życiowe
Opracowano na podstawie
| Konkurencja         | Obiekt  | Data             | Miejsce      | Wynik    |
| ------------------- | ------- | ---------------- | ------------ | -------- |
| bieg na 800 metrów  | stadion | 5 czerwca 2016   | Bydgoszcz    | 1:50.14  |
| bieg na 1000 metrów | stadion | 26 lipca 2016    | Chojnice     | 2:23.33  |
| bieg na 1500 metrów | stadion | 11 czerwca 2016  | Gdańsk       | 3:43.53  |
| bieg na 3000 metrów | stadion | 29 września 2012 | Białogard    | 8:47.70  |
| bieg na 5000 metrów | stadion | 31 lipca 2016    | Jelenia Góra | 14:57,55 |

## Osiągnięcia
Opracowano na podstawie
| Rok  | Impreza                            | Miejsce      | Konkurencja         | Pozycja    | Wynik    |
| ---- | ---------------------------------- | ------------ | ------------------- | ---------- | -------- |
| 2015 | Młodzieżowe Mistrzostwa Polski U23 | Białystok    | bieg na 1500 metrów | 2. miejsce | 3:57.77  |
| 2016 | Młodzieżowe Mistrzostwa Polski U23 | Jelenia Góra | bieg na 1500 metrów | 2. miejsce | 3:57.25  |
| 2016 | Młodzieżowe Mistrzostwa Polski U23 | Jelenia Góra | bieg na 5000 metrów | 1. miejsce | 14:57,55 |
| 2016 | Młodzieżowe Mistrzostwa Polski U23 | Łódź         | bieg przełajowy     | 1. miejsce | 24:42    |